# Gelora (Tanah Abang)
Gelora is een plaats (wijk) - (kelurahan) in het bestuurlijke gebied Tanah Abang, Jakarta Pusat (Centraal-Jakarta) in de provincie Jakarta, Indonesië.  De plaats telt 3004 inwoners (volkstelling 2010).

## Bezienswaardigheden
- Bung Karnostadion
- Senayan City
- Plaza Senayan